# Euscyrtus lineoculus
Euscyrtus lineoculus is een rechtvleugelig insect uit de familie krekels (Gryllidae). De wetenschappelijke naam van deze soort is voor het eerst geldig gepubliceerd in 1987 door Ingrisch.